# 一致性 (邏輯)
邏輯上，一致性（consistency）、相容性、自洽性，是指一個形式系統中不蘊涵矛盾。
所謂的矛盾有二種解讀方式：
- 語義上：當一個命題S是由許多命題組成時，如果所有命題可同時為真，則S是一致的，否則S是不一致的。
- 語法上：公理系統不能推導出兩個相反的結果。亦即不存在命題P，使得P→Q和P→~Q同時成立。